# Film in 1966
Dit artikel gaat over de film in het jaar 1966.

## Lijst van films
- 10.32
- Africa Addio
- Het afscheid
- Agent for H.A.R.M.
- Alfie
- Alvarez Kelly
- Andrej Roebljov
- The Appaloosa
- Au hasard Balthazar
- Batman
- La battaglia di Algeri
- The Bible: In the Beginning
- Blow-Up
- The Blue Max
- Born Free
- The Brides of Fu Manchu
- Castro Street
- Charlie Is My Darling
- Cul-de-sac
- De dans van de reiger
- The Deadly Affair
- The Deadly Bees
- Django
- Dracula: Prince of Darkness
- Ebirah, Horror of the Deep (ook bekend als Godzilla vs. the Sea Monster)
- El Dorado
- The Endless Summer
- Faraon
- The Fortune Cookie
- A Funny Thing Happened on the Way to the Forum
- Gamera vs. Barugon
- Het gangstermeisje
- Georgy Girl
- The Glass Bottom Boat
- The Good, the Bad and the Ugly
- Grand Prix
- Le Grand Restaurant
- La Grande Vadrouille
- The Group
- Un homme et une femme
- Hawaii
- How to Steal a Million
- Der junge Törless
- De man die zijn haar kort liet knippen
- A Man for All Seasons
- Manos: The Hands of Fate
- De minder gelukkige terugkeer van Joszef Katus naar het land van Rembrandt
- Modesty Blaise
- Morgan: A Suitable Case for Treatment
- Munster, Go Home!
- New York chiama Superdrago
- Night Train to Mundo Fine
- Een ochtend van zes weken
- Ostře sledované vlaky
- Our Man Flint
- Paris brûle-t-il?
- Persona
- The Professionals
- The Rare Breed
- The Russians Are Coming, the Russians Are Coming
- The Sand Pebbles
- Seconds
- Signore e signori
- Sjors en Sjimmie en de Gorilla
- Die Söhne der großen Bärin
- Te Venetië als in de hemel
- Texas Across the River
- Through Navajo Eyes
- Thunderbirds Are Go
- Who's Afraid of Virginia Woolf?
- The Wild World of Batwoman
- Women of the Prehistoric Planet

1870-1879 · 1880-1889 · 1890 · 1891 · 1892 · 1893 · 1894 · 1895 · 1896 · 1897 · 1898 · 1899 · 1900 · 1901 · 1902 · 1903 · 1904 · 1905 · 1906 · 1907 · 1908 · 1909 · 1910 · 1911 · 1912 · 1913 · 1914 · 1915 · 1916 · 1917 · 1918 · 1919 · 1920 · 1921 · 1922 · 1923 · 1924 · 1925 · 1926 · 1927 · 1928 · 1929 · 1930 · 1931 · 1932 · 1933 · 1934 · 1935 · 1936 · 1937 · 1938 · 1939 · 1940 · 1941 · 1942 · 1943 · 1944 · 1945 · 1946 · 1947 · 1948 · 1949 · 1950 · 1951 · 1952 · 1953 · 1954 · 1955 · 1956 · 1957 · 1958 · 1959 · 1960 · 1961 · 1962 · 1963 · 1964 · 1965 · 1966 · 1967 · 1968 · 1969 · 1970 · 1971 · 1972 · 1973 · 1974 · 1975 · 1976 · 1977 · 1978 · 1979 · 1980 · 1981 · 1982 · 1983 · 1984 · 1985 · 1986 · 1987 · 1988 · 1989 · 1990 · 1991 · 1992 · 1993 · 1994 · 1995 · 1996 · 1997 · 1998 · 1999 · 2000 · 2001 · 2002 · 2003 · 2004 · 2005 · 2006 · 2007 · 2008 · 2009 · 2010 · 2011 · 2012 · 2013 · 2014 · 2015 · 2016 · 2017 · 2018 · 2019 · 2020 · 2021 · 2022 · 2023 · 2024 · 2025